# Boyhood
Boyhood er en coming-of-age dramafilm fra 2014, der er skrevet og instrueret af Richard Linklater, og med Patricia Arquette, Ellar Coltrane, Lorelei Linklater og Ethan Hawke som skuespillere. Den blev filmet mellem 2002 og 2013, og Boyhood' fortæller historien om Mason Evans Jr. (Coltrane) i hans barndom og op igennem teenageårene fra han er 6 til 18 år, mens han vokser op i Texas med skilte forældre (Arquette og Hawke). Richard Linklaters dater, Lorelei, spiller Masons søster, Samantha.
Produktionen begyndte i 2002 og blev færdiggjort i 2013, med Linklaters mål om at lave en film om at vokse op. Projektet begyndte uden et færdigt manuskript, og kun grundlæggende plotpunkter og slutningen var fastlagt. Linklater udviklede manuskriptet igennem hele produktionen og skrev manuskriptet til det næste års optagelser efter at have set indeværende års optagelser. Han inkorporerede ændringer som han så i skuespillerne, og han lod også alle de store roller bidrage til skriveprocessen ved at inkorporere deres livserfaring i karakterernes historier.
Boyhood havde premiere Sundance Film Festival i 2014 og den udkom i biograferne den 11. juli 2014. Filmen var med i hovedkonkurrencen ved Filmfestivalen i Berlin 2014, hvor Linklater vandt en Sølvbjørn for bedste instruktør. Filmen blev nomineret til fem Golden Globe Awards i 2015, hvor den vandt for bedste film - drama, bedste instruktør og bedste birolle for Arquette; fim BAFTA-priser, hvor den vandt bedste instruktør og bedste film; og seks Oscaruddelingen, hvor den vandt bedste birolle for Arquette.
Family of th Years sang "Hero" fra 2012 blev brugt både i filmen og traileren, og den forbindelse et top 10 hit i Østrig, Belgien, Tyskland og Schweiz.